# Берёзовка (Таврический район)
Берёзовка — деревня в Таврическом районе Омской области. Входит в состав Любомировского сельского поселения.

## История
Основана в 1908 году. В 1928 году состояло из 135 хозяйств, основное население — украинцы. Центр Берёзовского сельсовета Таврического района Омского округа Сибирского края.

## Население
| 1926 | 2010 |
| ---- | ---- |
| 662  | ↘203 |